# Santa María del Invierno
Santa María del Invierno község Spanyolországban, Burgos tartományban. Santa María del Invierno Barrios de Colina, Fresno de Rodilla, Monasterio de Rodilla, Santa Olalla de Bureba, Quintanavides, Castil de Peones és Villaescusa la Sombría községekkel határos. Lakosainak száma 67 fő (2024).

## Népesség
A település népessége az utóbbi években az alábbiak szerint változott:
| Lakosok száma | 65   | 69   | 62   | 64   | 63   | 64   | 65   | 63   | 66   | 67   |
|               | 2001 | 2004 | 2006 | 2009 | 2011 | 2014 | 2016 | 2019 | 2021 | 2024 |